# Czarnokońce
Czarnokuńce (ukr. Чорнокунці) – wieś na Ukrainie, w rejonie jaworowskim obwodu lwowskiego.
We wrześniu 1939 odbyła się tam bitwa pod Jaworowem.